# 4678 Ninian
4678 Ninian (1990 SS4) là một tiểu hành tinh vành đai chính được phát hiện ngày 24 tháng 9 năm 1990 bởi R. H. McNaught ở Siding Spring.